# 洛海德
洛海德（德語：Lohheide，發音：[ˈloːhaɪdə]）是德国下萨克森州策勒县的一个有人定居的非建制地区，面积91.48平方千米，2023年12月31日人口为712人。